# Ейнштейн (одиниця)
Ейнште́йн — одиниця вимірювання, якою користуються у фотохімії. Становить один моль фотонів. Таким чином, в одному Ейнштейні міститься кількість фотонів, яка дорівнює числу Авогадро.
Одиницю названо на честь Альберта Ейнштейна, який пояснив фотоелектричний ефект і ввів уявлення про кванти світла (фотони).
За довжини хвилі 555 нм (зелений колір) 1 Ейнштейну відповідає енергія 215,685 Дж, або світлова енергія 1.47·106 лм·с, що може забезпечити освітленість у 100.000 лк (типова освітленість у ясний день) для 1 м² протягом 25 хв.